# Білий Яр (Верхньокетський район)
Білий Яр (рос. Белый Яр) — селище міського типу, центр Верхньокетського району Томської області, Росія. Адміністративний центр Білоярського міського поселення.

## Населення
Населення — 7996 осіб (2010; 8221 у 2002).